# Primum non nocere

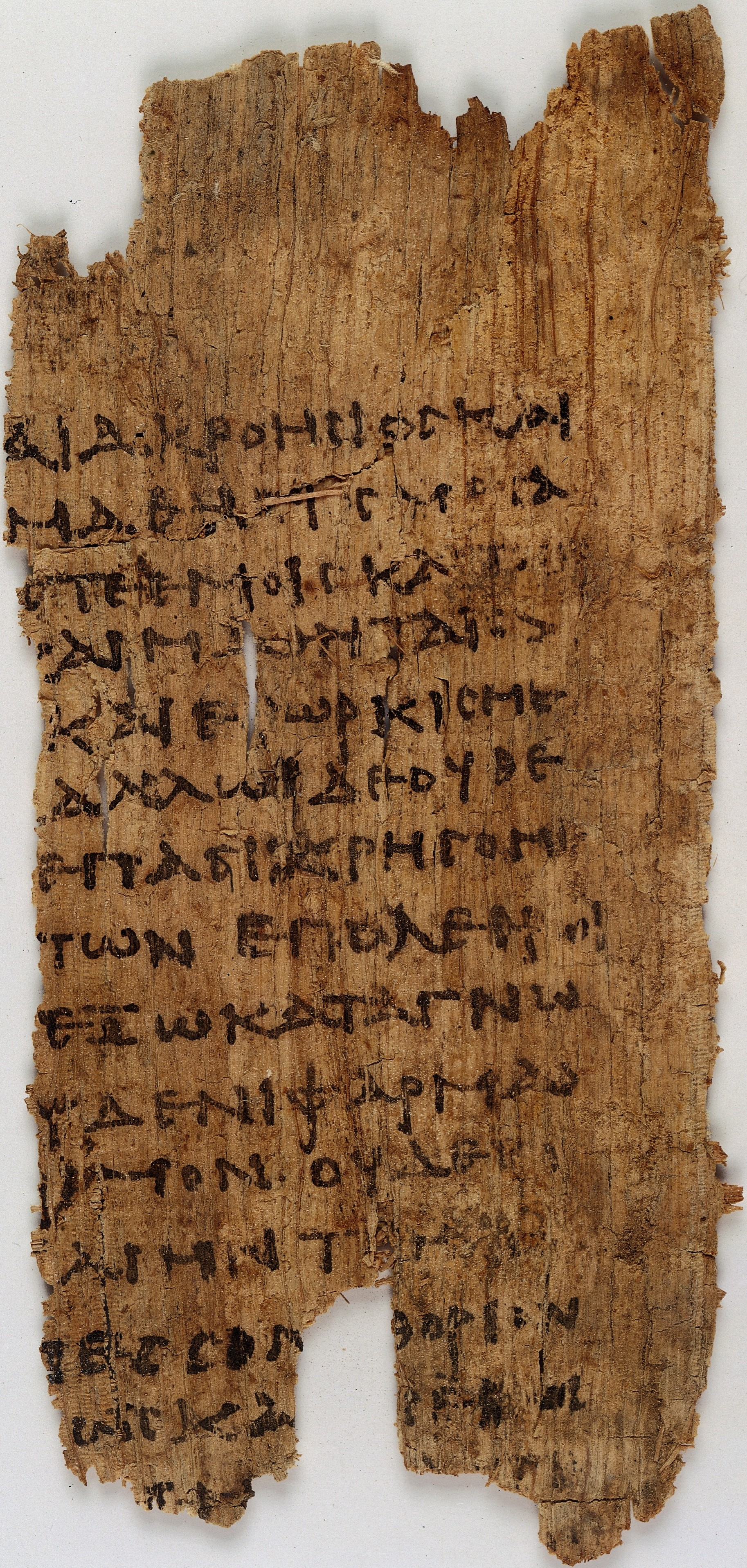
Fragmento do juramento de Hipócrates do século III a.C.

Primum non nocere ou primum nil nocere é um termo latino da bioética que significa "primeiro, não prejudicar". Também conhecido como princípio da não maleficência. Geralmente usada por profissionais de saúde, em referência a necessidade de evitar riscos, custos e danos desnecessários aos pacientes ao fazer exames, diagnosticar, medicar ou fazer cirurgias.

## Conceito
É o princípio central da Prevenção quaternária que serve para evitar iatrogenias (mal causado em decorrência de tratamento para um quadro inicial por exemplo: anticoagulantes para tratamento de trombose maciça causar sangramento). Assim, esse princípio ressalta que todo tratamento possui riscos, que exames e terapias menos invasivas e mais econômicos devem ter preferência, que não se deve exagerar nos pedidos de exames nem nas prescrições de terapias e o foco do sistema de saúde deve ser na prevenção.

## Impacto
Estima-se que 8 em cada 100.000 mortes anuais são por erro médico, sendo 70% dessas preveníveis e que 13% das consultas médicas em hospitais são motivadas por efeitos indesejados do tratamento.

## Origem
A origem do termo geralmente é atribuída a Hipócrates (460AC-377AC), o pai da medicina, que escreveu que "o médico deve... ter dois objetivos, fazer o bem e evitar fazer o mal". ("Epidemicos I", página 11, em grego antigo: ἀσκέειν, περὶ τὰ νουσήματα, δύο, ὠφελέειν, ἢ μὴ βλάπτειν). Porém, o registro da frase em latim é atribuído a Thomas Sydenham (1624–1689) no livro de Thomas Inman (1860), "Fundamentos para uma Nova Teoria e Prática da Medicina" (Foundation for a New Theory and Practice of Medicine). Se popularizou entre médicos depois de 1850.